# Nördlicher Entenwal

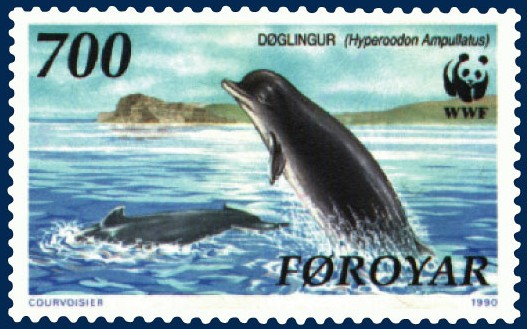
Nördlicher Entenwal auf einer Briefmarke der Färöer

Der Nördliche Entenwal oder Dögling (Hyperoodon ampullatus) ist eine Walart aus der Familie der Schnabelwale (Ziphiidae). Da er auch in europäischen Gewässern lebt, ist er im Gegensatz zu vielen anderen Arten seiner Familie relativ gut erforscht.

## Merkmale

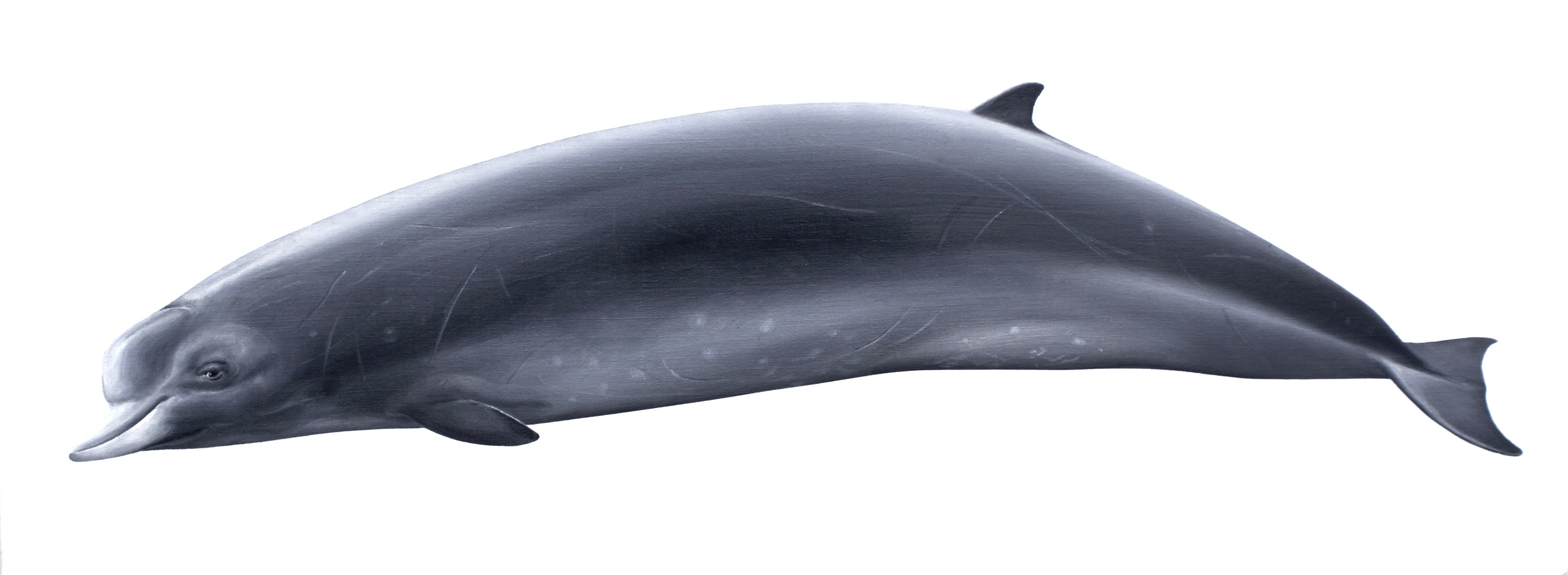
Nördlicher Entenwal (Öl auf Papier)

Der Nördliche Entenwal erreicht eine Länge von maximal 9,8 Metern, bei einem Gewicht von etwa 6,5–7,5 t; die Weibchen werden nur maximal 8,7 m groß. Die Tiere haben einen zylindrischen Körper, eine große, gerundete Stirn und eine kurze, stark ausgeprägte, delphinartige Schnauze. Besonders auffällig bei ausgewachsenen Männchen ist die stark gewölbte, weißlich gefärbte Stirn, wobei sich die Farbe mit dem Alter verändert. Während junge Tiere braun gefärbt sind, haben alte Tiere eine gelblich-graue Färbung. Die Fluken sind klein und spitz zulaufend, die dreieckige oder sichelförmige, braune bis schwarze Finne sitzt auffallend weit hinten. Ältere Tiere weisen eine hellere Färbung der Finne auf. Weibchen und Jungtiere sind zahnlos, die Männchen besitzen 2–4 konische, überstehende Zähne an der Spitze des Unterkiefers. Diese brechen erst mit 15–17 Jahren – weit nach Erreichen der Geschlechtsreife – durch.

## Verbreitung

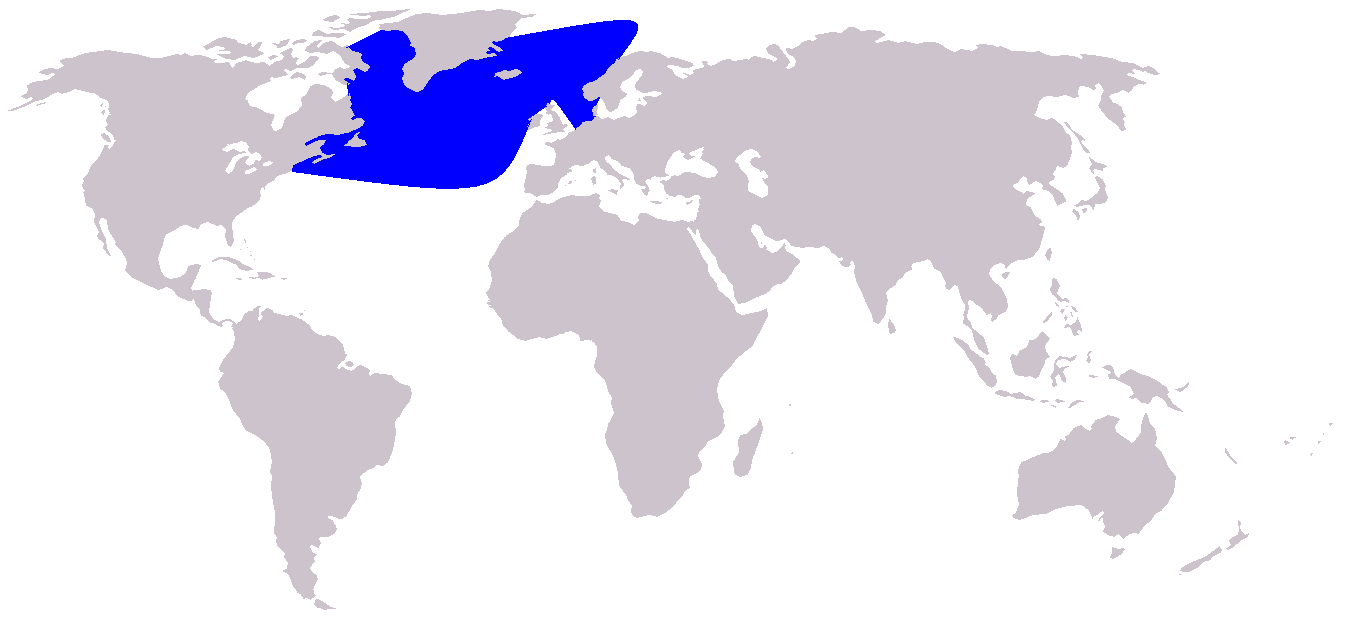
Verbreitungsgebiet des nördlichen Entenwales.

Der Nördliche Entenwal ist in tieferen, kalten bis gemäßigten Gewässern des Nord- und Mittelatlantiks und der Arktis verbreitet. Sein Lebensraum reicht von der Davisstraße und der Küste Neuschottlands über den Nordatlantik, Island und die Färöer-Inseln bis nach Spitzbergen und den Britischen Inseln. Im Mittelatlantik kommt er vor den Azoren vor. Als seltener Irrgast wurde der Nördliche Entenwal auch schon in der Nordsee gesehen. Im Jahr 1902 ist beispielsweise ein Entenwal auf der Nordseeinsel Langeoog lebend gestrandet, verendete aber schließlich.
1993 wurde dann ein toter Entenwal sogar an den Strand von Hiddensee gespült – das Tier war also in die Ostsee gelangt. Generell treten die Tiere im Norden ihres Verbreitungsgebietes häufiger auf. Sie unternehmen auch Wanderungen, im Frühjahr und Sommer suchen sie kältere Gebiete, im Spätsommer ziehen sie südwärts.

## Lebensweise
Nördliche Entenwale leben vorwiegend auf dem offenen Meer in Gebieten mit über 1000 m Wassertiefe und Temperaturen zwischen −2 und 17 °C. Nur selten finden sie sich auf dem Kontinentalschelf oder in der Nähe der Küsten. Sie leben in Schulen von zumindest zwei bis zehn, manchmal bis zu mehreren Hundert Tieren, saisonal getrennt nach Geschlecht und Alter. Stillende Muttertiere finden sich auch allein mit ihrem Nachwuchs. Die Tiere tauchen tief und lange, wobei sie senkrecht nach unten abtauchen. Es wurden Tauchtiefen von bis zu 1450 Metern und Tauchzeiten von 14–70 Minuten, in Einzelfällen bis zu zwei Stunden berichtet. Dies stellt die längste bekannte Tauchzeit unter den Walen dar. Nördliche Entenwale sind neugierig, Jungtiere nähern sich auffälligen Geräuschen, beispielsweise Schiffsmotoren. Diese Tatsache, verbunden mit der Gewohnheit, sich um verwundete oder Jungtiere zu versammeln, haben sie früher zur leichten Beute für Walfänger gemacht.

## Nahrung
Die Nahrung dieser Tiere besteht hauptsächlich aus Tintenfischen, gelegentlich nehmen sie auch Fische wie Heringe sowie Seesterne und Seegurken, Muscheln und andere bodenlebende Wirbellose zu sich.

## Fortpflanzung
Nördliche Entenwale leben in polygynen Gruppen, ein Männchen paart sich mit mehreren Weibchen. Nach rund zwölfmonatiger Tragzeit kommt meist im Frühling oder Frühsommer ein bis zu 3,5 m langes Jungtier zur Welt. Nach rund einem Jahr wird dieses entwöhnt und erreicht die Geschlechtsreife mit rund 7,5 Metern bzw. 7 bis 9 Jahren bei Männchen und 6,7 bis 7 Metern bzw. 8 bis 14 Jahren bei Weibchen.

## Bedrohung

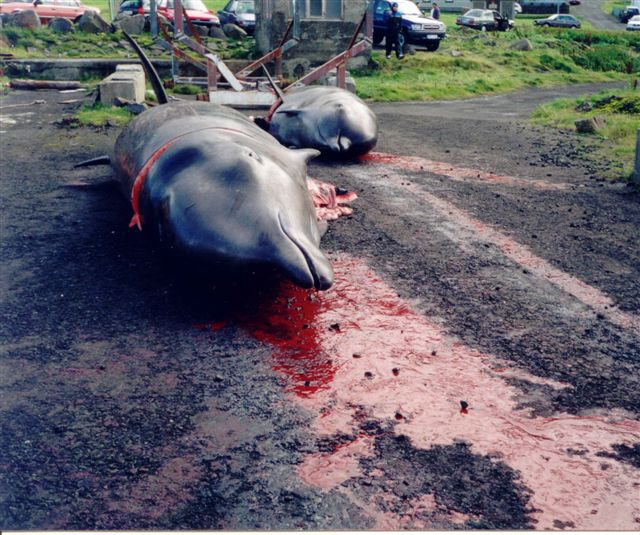
Nördlicher Entenwal in Nes bei Hvalba

Vor allem norwegische Walfänger machten seit dem Ende des 19. Jahrhunderts im Europäischen Nordmeer Jagd auf Entenwale, da zu dieser Zeit die Großwale nahezu ausgestorben waren. Anfangs wurden jährlich 3.000 Entenwale gefangen, doch in den 1960ern fiel die Zahl gefangener Entenwale auf null, da die Spezies fast ausgerottet war. Seit 1977 ist der Nördliche Entenwal vollständig geschützt. Dadurch haben sich die Bestände etwas erholt. Schätzungen zufolge leben heute wieder mehr als 40.000 dieser Tiere.
Seit 1584 existiert eine Statistik über den Fang von Grind- und Entenwalen sowie Weißstreifendelfinen auf den Färöern. Hier – wo er døglingur genannt wird – kommt der Entenwal in jedem August- oder Septembermonat in Landnähe, häufig bei den Ortschaften Hvalba und Sandvík auf Suðuroy. Dabei treten spontan Strandungen kleinerer Gruppen auf. Am 28. August 2000 kam es zur größten Strandung mit 13 Tieren.

## Trivia
Am 20. Januar 2006 erregte in London ein in die Themse verirrter Nördlicher Entenwal starkes Aufsehen.
Aufwändige Rettungsversuche waren vergeblich. Später verkündeten die Behörden, man werde beim nächsten Mal einen großen Wal in der Themse sofort töten, um ihm Leiden zu ersparen.
Das Ereignis inspirierte die Rockband The Good, the Bad & the Queen zu einem Song mit dem Titel Northern Whale.